# Myrcia buxifolia
Myrcia buxifolia är en myrtenväxtart som beskrevs av George Gardner. Myrcia buxifolia ingår i släktet Myrcia och familjen myrtenväxter. Inga underarter finns listade i Catalogue of Life.